# Картлег
Картлег (фр. Cartelègue) насеље је и општина у југозападној Француској у региону Аквитанија, у департману Жиронда која припада префектури Бле.
По подацима из 2011. године у општини је живело 1145 становника, а густина насељености је износила 100,0 становника/km². Општина се простире на површини од 11,45 km². Налази се на средњој надморској висини од 29 метара (максималној 39 m, а минималној 4 m).

## Демографија
| 1962. | 1968. | 1975. | 1982. | 1990. | 1999. | 2011. |
| ----- | ----- | ----- | ----- | ----- | ----- | ----- |
| 668   | 747   | 687   | 1.064 | 829   | 874   | 1.145 |

График промене броја становника у току последњих година